# チーム・ニュージーランド
チーム・ニュージーランド（Team New Zealand、2007年からエミレーツ航空がスポンサーになったためエミレーツ・チーム・ニュージーランドとも。）は、ニュージーランドのロイヤル・ニュージーランド・ヨット・スコードロンにより編成されるセーリングチーム。

## 歴史
1993年結成。1995年のルイ・ヴィトンカップで優勝。同年のアメリカスカップではブラック・マジックと呼ばれ、5連勝で初優勝した。2000年のアメリカスカップでもプラダ・チャレンジに同じく5連勝でタイトル防衛に成功。しかし2003年のアメリカスカップではスイスのソシエテ・ノーティーク・ドゥ・ジュネーブ（チーム・アリンギ）に5連敗を喫し敗退した。
2007年からエミレーツ航空がスポンサーとなり、ルイ・ヴィトンカップで優勝。同年開催されたアメリカスカップで、アリンギに2勝5敗でまたしても敗退。
2009年に行われたルイ・ヴィトン・パシフィックシリーズ優勝、2010年のルイ・ヴィトン・トロフィーでも優勝した。
2013年、第34回アメリカスカップの予選であるルイ・ヴィトンカップで優勝。本戦でオラクル・チームUSAと対戦したが、8勝1敗で王手がかかったが、オラクルに大逆転負けを喫し、カップ奪還を逃した。
2015年にはアメリカスカップワールドシリーズに参戦。プレーオフにて勝利。2017年の第35回アメリカスカップでは、-1点からスタートしたエミレーツはオラクルに8勝1敗で前回大会の雪辱を果たし、カップ奪還を果たした。
2021年、第36回アメリカスカップでは防衛艇としてシリーズに挑み、挑戦艇のルナ・ロッサ・プラダ・ピレリ・チームを7勝3敗で下し、カップを防衛した。2024年の第37回アメリカスカップでも、挑戦艇のINEOS Britanniaを7勝2敗で退けカップ防衛に成功、同時にアメリカスカップ3連覇を達成した。

## 主なヨット
- NZL 32 - 1995年ア杯優勝艇
- NZL 38 - ブラック・マジックIIと呼ばれて1995年ルイ・ヴィトン杯優勝艇
- NZL 60 - 2000年ア杯優勝艇
- NZL 82 - 2003年ア杯で使用したヨット。
- NZL 92 - 2007ア杯で使用したヨット。
- CAMPER - 2011-12ボルボ・オーシャンレースで使用されたヨット。

## スポンサー
- エミレーツ航空（航空会社、アラブ首長国連邦）
- オメガ（時計、スイス）
- トヨタ自動車（自動車、日本）